# Přerov (distrito)
Přerov é um distrito da República Checa na região de Região de Olomouc, com uma área de 844,74 km² com uma população de 134 265 habitantes (2007) e com uma densidade populacional de 159 hab/km².

## Cidades
- Bělotín
- Beňov
- Bezuchov
- Bohuslávky
- Bochoř
- Brodek u Přerova
- Buk
- Býškovice
- Císařov
- Citov
- Čechy
- Čelechovice
- Černotín
- Dobrčice
- Dolní Nětčice
- Dolní Těšice
- Dolní Újezd
- Domaželice
- Drahotuše
- Dřevohostice
- Grymov
- Hlinsko
- Horní Moštěnice
- Horní Nětčice
- Horní Těšice
- Horní Újezd
- Hrabůvka
- Hradčany
- Hranice
- Hustopeče nad Bečvou
- Jezernice
- Jindřichov
- Kladníky
- Klokočí
- Kojetín
- Kokory
- Křenovice
- Křtomil
- Lazníčky
- Lazníky
- Lhota
- Lhotka
- Lipník nad Bečvou
- Lipová
- Líšná
- Lobodice
- Malhotice
- Měrovice nad Hanou
- Milenov
- Milotice nad Bečvou
- Nahošovice
- Nelešovice
- Oldřichov
- Olšovec
- Opatovice
- Oplocany
- Oprostovice
- Osek nad Bečvou
- Paršovice
- Partutovice
- Pavlovice u Přerova
- Podolí
- Polkovice
- Polom
- Potštát
- Prosenice
- Provodovice
- Přerov
- Přestavlky
- Radíkov
- Radkova Lhota
- Radkovy
- Radotín
- Radslavice
- Radvanice
- Rakov
- Rokytnice
- Rouské
- Říkovice
- Skalička
- Soběchleby
- Sobíšky
- Stará Ves
- Stříbrnice
- Střítež nad Ludinou
- Sušice
- Šišma
- Špičky
- Teplice nad Bečvou
- Tovačov
- Troubky
- Tučín
- Turovice
- Týn nad Bečvou
- Uhřičice
- Ústí
- Veselíčko
- Věžky
- Vlkoš
- Všechovice
- Výkleky
- Zábeštní Lhota
- Zámrsky
- Žákovice
- Želatovice